# Danvers (Illinois)
Danvers es una villa ubicada en el condado de McLean en el estado estadounidense de Illinois. En el Censo de 2010 tenía una población de 1154 habitantes y una densidad poblacional de 521,13 personas por km².

## Geografía
Danvers se encuentra ubicada en las coordenadas 40°31′47″N 89°10′31″O / 40.52972, -89.17528. Según la Oficina del Censo de los Estados Unidos, Danvers tiene una superficie total de 2.21 km², de la cual 2.21 km² corresponden a tierra firme y (0%) 0 km² es agua.

## Demografía
Según el censo de 2010, había 1154 personas residiendo en Danvers. La densidad de población era de 521,13 hab./km². De los 1154 habitantes, Danvers estaba compuesto por el 96.79% blancos, el 1.21% eran afroamericanos, el 0% eran amerindios, el 0.09% eran asiáticos, el 0% eran isleños del Pacífico, el 0.61% eran de otras razas y el 1.3% pertenecían a dos o más razas. Del total de la población el 2.51% eran hispanos o latinos de cualquier raza.